# Javor tatarský
Javor tatarský (Acer tataricum) je malý strom až keř z čeledi mýdelníkovitých (Sapindaceae). Původní je ve světlých hájích teplých oblastí jihovýchodní Evropy a Malé Asie. Do západní Evropy byl zaveden v roce 1759 a brzy se uplatnil i mimo botanické zahrady.

## Popis
Jedná se o nevelký strom dorůstající se výšky maximálně 10 metrů. Většinou roste jako větší, či menší keř. I pokud doroste velikosti stromu, má většinou více kmenů 20–50 cm tlustých. Koruna je nepravidelně košatá. Borka je tmavě šedá, hladká, ale v pozdějším věku praská. Pupeny jsou široce kuželovité nebo kulovité, do 4 mm dlouhé.
Listy jsou vstřícné opadavé. Dorůstají se délky 5–10 cm a jsou 3–7 cm široké. Mají dlouhé řapíky a jsou okrouhle srdčité či vejčité, nedělené, případně mají po stranách jen malé či naznačené dva až čtyři laloky. Čepel je tenká, na obvodu nepravidelně dvakrát pilovitě zubatá. Barva listů bývá svěže zelená, na podzim se barví do karmínově červena, již jako jeden z prvních kolem 15. září.
Javor tatarský je jednodomý. Kvete v květnu nebo červnu, až po olistění. Květy jsou bělavě žlutozelené a vyrůstají po 20–30 ve vzpřímených stopkatých latách. Kališní lístky jsou nevelké, korunní lupínky jsou větší, bělavé a slabě chlupaté, slabě se rozvinují dovnitř květu. Tyčinky jsou větší a z květu vyčnívající.
Plody jsou dvounažky s rozšířenými konci křídel. Ty jsou k sobě hodně přimknuté, téměř až rovnoběžné. Křídla jsou průsvitné nahnědlé, či načervenalé barvy.

## Rozšíření
Tento javor patří mezi kontinentální prvky euroasijského charakteru. Je rozšířen od středního Povolží a severního Íránu po celé východní Evropě, Maďarsku, Rakousku a Chorvatsku. V České republice je nepůvodním druhem, na Moravě vymizel během subatlantiku. Můžeme ho však nalézt u našich sousedů. Na Slovensku se hojně vyskytuje na celé jeho jižní části od Královského Chlmca až po Žitný ostrov.

## Ekologické nároky

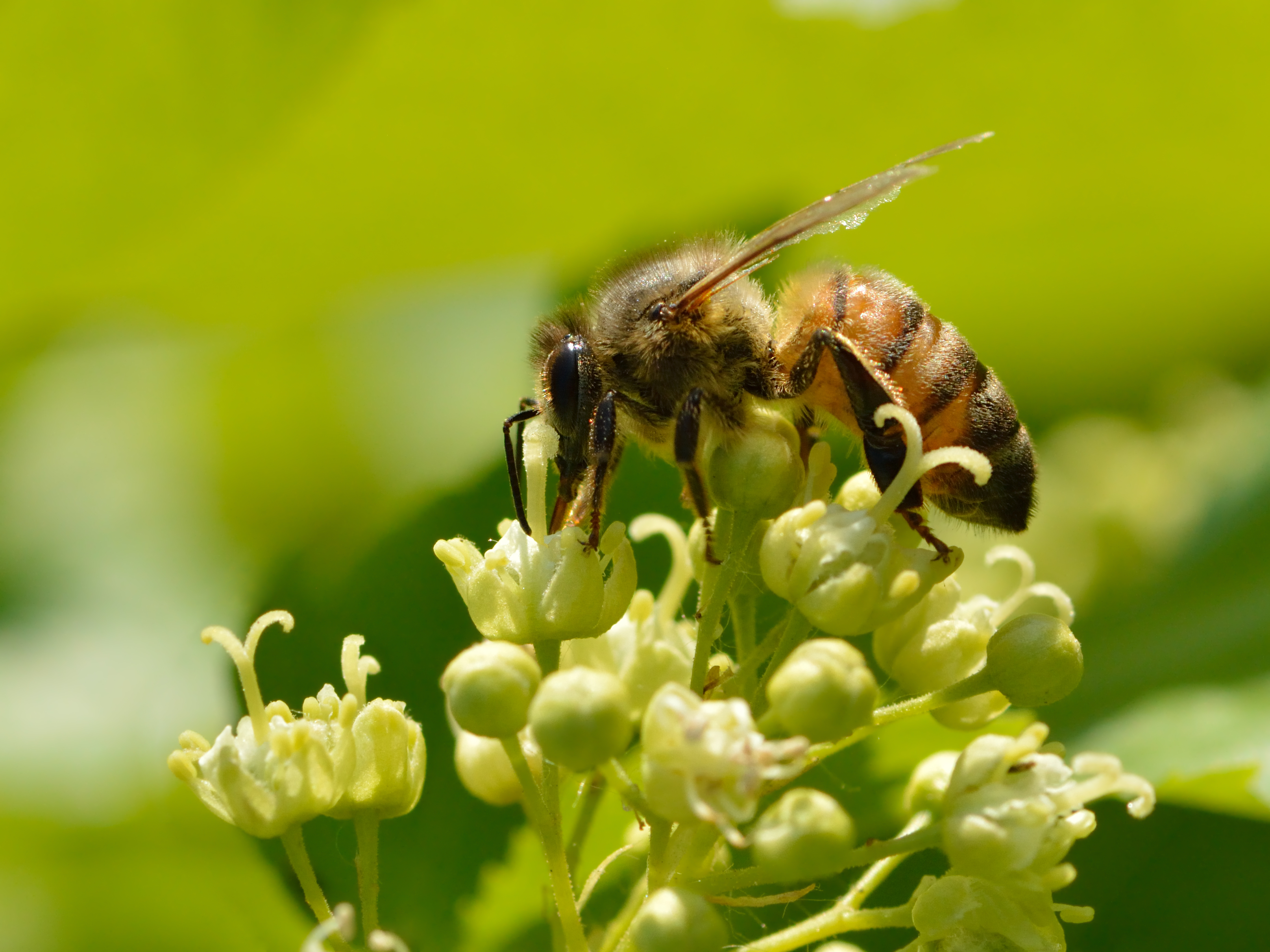

Strom roste velmi hojně v lužních lesích a světlých dubinách nížin a podhůří. Udává se jako charakteristický druh křovitých společenstev teplomilného charakteru.

## Význam
Tento druh javoru se krásně hodí jako okrasný keř do zahrad, u nás toto využití však moc hojné není. Roste velmi rychle a dá se dobře vytvarovat, proto se hodí i do parků a na sídliště. Na rovinách se uplatňuje ve větrolamech jako spodní, vyplňovací dřevina. Stejně by se uplatnil i ve sněholamech. Má také velice krásné bílé a měkké dřevo vhodné na různé řezbářské práce.

## Podobné druhy
Podobným druhem je javor amurský (Acer ginnala), který je dokonce některými botaniky pokládán za poddruh javoru tatarského jako A. tataricum subsp. ginnala (Maxim.) Wesm. Liší se matnými, většinou jemně laločnatými listy na rozdíl od javoru amurského, který má listy viditelně lesklé a hluboce laločnaté.